# Albert Laponneraye
Albert Dulin de Laponneraye, plus connu sous le nom d’Albert Laponneraye, né le 8 mai 1808 à Tours, mort le 1er septembre 1849 à Marseille, est un homme de lettres et homme politique français, militant républicain et socialiste. Historien, essayiste politique, journaliste, militant révolutionnaire, admirateur de Robespierre, Laponneraye a passé plusieurs années en prison.

## Biographie

### Le fils d'un officier légitimiste
Fils naturel d'Albert Philippe Dulin de La Ponneraye,, officier qui a émigré pendant la Révolution française, de 1791 à 1801, et de Geneviève Delomais, la fille d'un paysan, il est abandonné par ses parents devant le portail de l'hospice des orphelins de Tours, avant d'être reconnu par eux et légitimé en 1816, après la naissance de sa sœur Zoé. On ignore tout de ses études, mais, en 1828, il devient instituteur et part pour Paris, où il donne des cours privés, pendant trois ans dans une institution installée 12, rue Thévenot, afin de soutenir sa mère et sa sœur Zoé, sans fortune, après la mort de son père.

### Un promoteur de l'instruction populaire

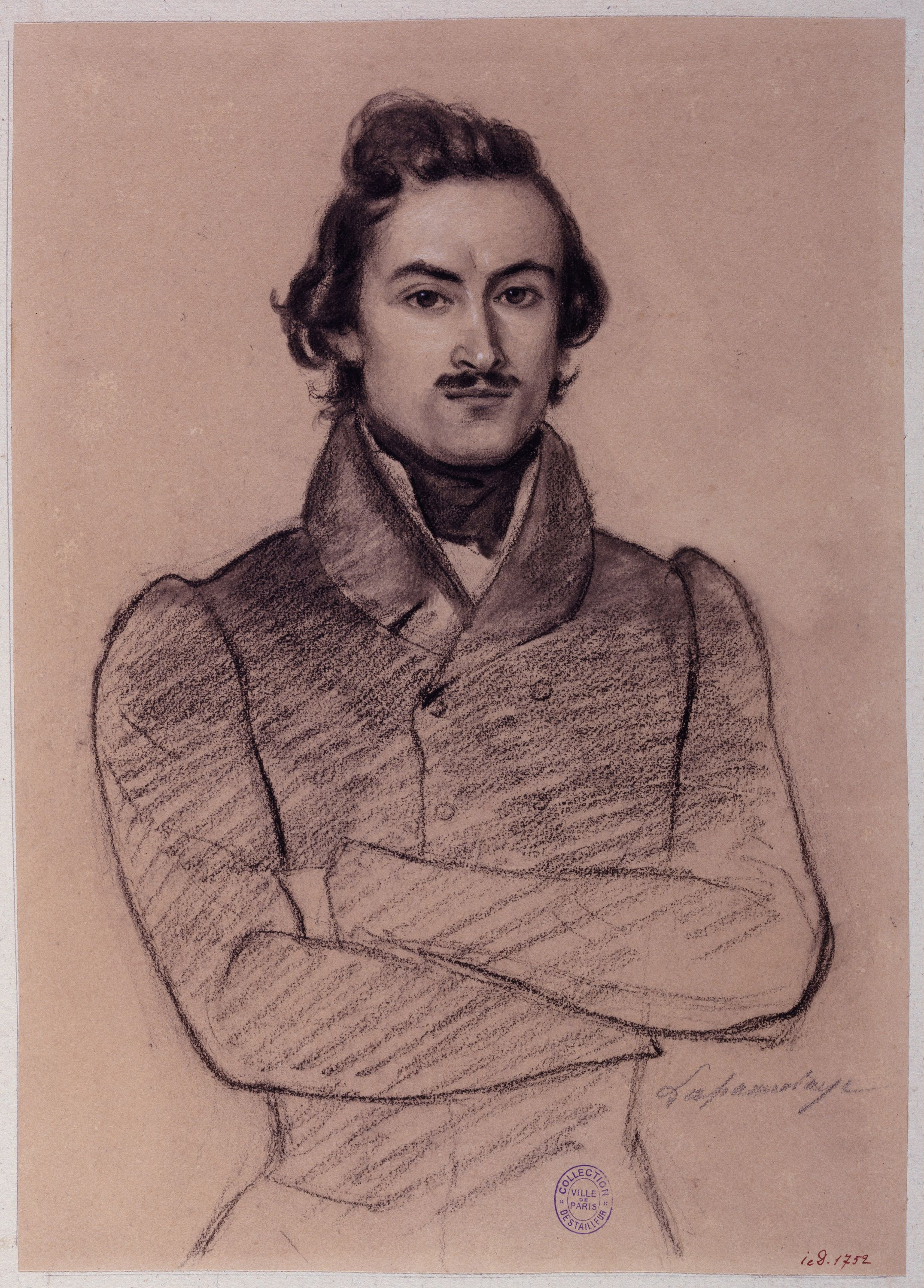
Albert Laponneraye, détenu politique à la prison Sainte-Pélagie.
Dessin d'Auguste Toussaint Leclerc ou Lecler, Paris, musée Carnavalet, vers 1831.

En juillet 1830, il participe à la révolution. En avril 1831, détenu à Sainte-Pélagie en compagnie de Cavaignac, François-Vincent Raspail, Armand Marrast et d'autres républicains, il prend part à une émeute qui vient d'éclater dans la prison, dont il est l'un des dix organisateurs. Pour le punir, on le transfère dans un cachot à la Force. Là, privé de ses livres, travaillant de mémoire, il rédige un cours public d'histoire de France de 1789 à 1830, à l'usage des ouvriers. La douzième leçon est consacrée à Robespierre,,.
Sorti de prison, il donne sa première leçon le dimanche 6 novembre 1831, à midi, dans un local situé au 12, rue Thévenot, accueillant deux à trois cents auditeurs ; elle attire un important public d'ouvriers et de jeunes gens. Effrayées par son succès, les autorités font fermer son cours par la police le 4 décembre suivant,, ; et, en avril 1832, il passe devant les assises pour excitation à la haine de classes ; il est condamné à deux ans de prison et 1 000 francs d'amende.
Toutefois, il poursuit son action d'instruction populaire. Pour donner une plus grande extension à cette œuvre, il réunit autour de lui plusieurs jeunes professeurs partageant ses opinions et fonde avec eux la « Société de la jeune France »; il regroupe les ouvriers qui ont assisté à ses cours en sections de moins de vingt membres, afin qu'ils puissent lire entre eux ses leçons. La « Société de la jeune France » rejoint plus tard de la « Société des Droits de l'Homme ». La « Société des Amis du Peuple », dont il est également membre l'intègre également après son interdiction.

### L'éditeur des œuvres de Robespierre

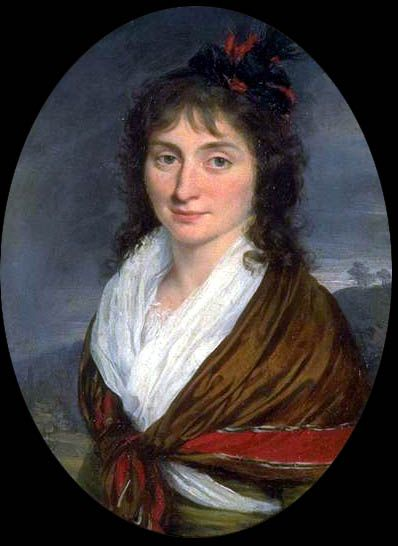
Charlotte Robespierre, portrait attribué à Jean-Baptiste Isabey, fin du XVIIIe siècle, Musée des beaux-arts d'Arras.

Après sa libération, Laponneraye entreprend l'édition d'Œuvres choisies de Robespierre. Le premier volume, comprenant les discours de l'Incorruptible de la période 1789-1792, paraît en fascicules dans le courant de l'année 1832. Au début de cette année, les autorités, inquiètes de ses activités militantes le font de nouveau arrêter. En prison, il poursuit ses Cours d'histoire et publie un Commentaire des droits de l'Homme, opuscule imprimé à 200 000 exemplaires à Paris et en province. La date de sa sortie nous est inconnue, mais il y retourne le 27 juin 1833, condamné par la cour d'assises de la Seine à trois ans de prison et 3 000 francs d'amende pour avoir, dans une Lettre aux prolétaires (deux ont été écrites en 1833, la première à Saint-Pélagie le 1er février, la seconde le 26 mars),  « provoqué un renversement de gouvernement ».
Selon Jacques Godechot, c'est en 1830, lors de la parution de faux Mémoires de Robespierre, contre lesquels elle a protesté dans le journal l'Universel, que Laponneraye apprend l'existence de Charlotte de Robespierre et va la voir. Pour Gérard Walter, il semble qu'ils se sont rencontrés dans le courant du second semestre de 1832. Dès lors, ils se voient aussi souvent que possible, et ont de « longues et fréquentes conversations ». La nouvelle de la mort de Charlotte lui parvient le 1er août 1834, pendant son emprisonnement à Sainte-Pélagie. Lors des funérailles, le 3 août, un ami lit devant la tombe un discours que Laponneraye a rédigé. Charlotte lui lègue ses papiers, dont le manuscrit inachevé de ses Mémoires ; Laponneraye les publie presque aussitôt, après avoir comblé une partie des lacunes avec des notes trouvées dans les papiers et ajouté quelques pages de son cru. L'ouvrage paraît d'abord dans la collection Mémoires de tous. Quelques mois après, Laponneraye publie lui-même une deuxième édition. L'Incorruptible y est portraituré comme « doux, compatissant et martyr. ».
Libéré à la suite d'une amnistie le 8 mai 1837, Laponneraye commence en 1840 l'édition des Œuvres de Robespierre en quatre volumes (dont trois seulement voient le jour) et intercale les Mémoires dans le tome II. Par ailleurs, il rédige une introduction très développée,.
La parution presque simultanée des Mémoires et des Œuvres de Robespierre contribue grandement à attirer l'attention du grand public, qui peut ainsi, pour la première fois depuis la mort de l'Incorruptible, juger Robespierre d'après ses propres écrits, et non d'après l'interprétation tendancieuse d'auteurs le plus souvent hostiles. Laponneraye a donc joué un rôle capital dans la diffusion de l'œuvre de Robespierre et favorisé le travail de ses successeurs.
En 1836, il se marie avec Françoise Sébille, qui est, comme le père de Laponneraye, parente d'artistes, peintres et architectes,.

### Un journaliste et militant républicain
Installé comme « homme de lettres » 6, rue de l'Échiquier à sa sortie de prison en mai 1837, il fonde un périodique, L'Intelligence, journal du droit commun. Prévu le 6 juillet, le premier numéro sort le 7 octobre, Laponneraye n'ayant pu collecter à temps les fonds nécessaires. Le 16 février 1838, Laponneraye et le gérant sont condamnés à un mois de prison et 200 francs d'amende, et le journal disparaît. En novembre, il reparaît mensuellement sous le titre L'Intelligence, journal de la réforme sociale. Imprimé d'abord à Senlis, il l'est ensuite, à partir de juillet 1839, à Paris « chez le sieurs Worms, 20, boulevard Pigale ». Le principal collaborateur de Laponneraye est Richard Lahautière. Toutefois, ruinée par un procès et les condamnations, L'Intelligence cesse définitivement de paraître en avril 1840,, au bout de treize numéros. Lui-même se retrouve avec une dette personnelle de 20 655 francs.
Son influence sur les masses est telle que Blanqui place son nom, aux côtés de Voyer d'Argenson et de Lamennais, dans la liste des membres du gouvernement provisoire qui doit prendre le pouvoir si l'insurrection républicaine de la Société des saisons, menée avec Barbès et Bernard le 12 mai 1839, réussit. Après l'échec de cette tentative, on retrouve cette liste dans les papiers de Blanqui. À partir de 1840, proche d'Étienne Cabet, il fait partie du groupe des communistes néo-babouvistes,,,. À cette époque, également, il effectue des déplacements dans le Midi qui inquiètent les autorités. Ainsi, le 27 février 1841, le procureur du roi signale son passage à Grenoble. Parti ensuite pour Marseille, sa présence est signalée le 20 septembre à Montpellier, où il fait également l'objet d'un rapport du procureur.
En 1841, il lance le prospectus d'un nouveau journal, Le Club, journal de discussion politique et philosophique, voulant l'application la plus large et la plus complète du principe démocratique, mais il ne parvient pas à atteindre les 2 000 souscripteurs escomptés. En avril 1844, il crée le Feuilleton des Feuilletons, reproduisant tout ce qui se publie de plus intéressant et de plus remarquable dans les journaux français et étrangers, dont les bureaux sont installés au 46, rue Coquenard et qui est imprimé par Delanchy, à Paris ; le premier numéro paraît en juillet,,. Toutefois, en septembre 1845, il se voit infliger une amende de 484 francs pour « défaut de timbre » pour cette publication.
En 1846, une souscription est organisée en sa faveur.
En 1847, il publie une Revue politique et commerciale de la Méditerranée, dont les bureaux sont installés à Paris, rue de la Sorbonne.
Sous la Deuxième République, Laponneraye collabore à L'Indépendant de Fellens, installé rue Coquillière, qui publie 24 numéros à partir du 15 mai. Puis il fonde à Marseille le 12 octobre 1848 le journal La Voix du peuple, auquel collabore sa sœur Zoé,, et préside la Solidarité républicaine de la ville, où il se veut un relais des objectifs que Martin Bernard avait fixé à l’association : 

« Le résultat est certain si nous savons nous unir, former faisceau, si nous savons comprendre que pour notre parti, la question va devenir une question d’être ou de n’être pas […]. Avec cette association, nous pouvons relier les tronçons épars de la démocratie, nous pouvons former une armée redoutable, d’autant plus redoutable qu’elle sera plus pacifique et plus légale dans l’acception la plus stricte de la Constitution. Il faut en un mot que notre Solidarité couvre la France, que pas une commune de la République ne soit privée de son action centralisatrice. »

Cardiaque, il meurt « après quelques jours de maladie » d'une « fièvre typhoïde » ou du choléra, qui sévissait dans la Basse-Durance à l'été 1849,, le 1er septembre 1849, à l'âge de 41 ans. Il est remplacé à la tête de son journal par Alphonse Esquiros. Bien qu'elle ait du mal à se remettre de la disparition de son rédacteur en chef, la Voix, rebaptisée le Peuple en mai 1850, est le plus important journal montagnard du Sud-Est avec un tirage de 2 à 3 000 exemplaires.
Une souscription est lancée en faveur de sa sœur Zoé en 1850.

## Hommage
- Une rue de Tours porte son nom, par délibération du conseil municipal du 18 novembre 1905.
- À Paris, le quartier des Arts-et-Métiers conserve son souvenir, rue Réaumur, sur l'emplacement de l'ancienne rue Thévenot, où il habitait et tenait son cours gratuit pour les ouvriers[34].

## Œuvres
- Histoire de l'amiral de Coligny, Paris, Delaforest, 1830[35]
- Cours public d'histoire de France, depuis 1789 jusqu'en 1830, Chez la mère de l'auteur, 1831-1834
- Commentaire sur les droits de l'homme, 1832
- Défense du citoyen Laponneraye, prononcé aux assises de la Seine le 21 avril 1832, sous-titré Les poursuites étaient motivées par le cours d'histoire de France de Laponneraye, Paris, A. Mie, 1832, 12 pages
- Lettre aux prolétaires (4 pages), Hambourg, 1833 (signée : Laponneraye. Prison de Sainte Pélagie, 1er février 1833)
- Déclaration des droits de l'homme et du citoyen. Avec des commentaires par Laponneraye, Paris, A. Mie, 1833
- Notice historique sur Maximilien Robespierre, Imprimerie de Grossteite, 1833
- Mélanges d'économie sociale, de littérature et de morale, Paris, Dépôt central, 1835
- Dictionnaire historique des Peuples anciens et modernes, leurs coutumes, leurs lois, leur gouvernement, les principaux faits de leur histoire, etc., ou Résumé de l'histoire universelle, Paris, Pagnerre, 1835-1836, 2 vol.
- Catéchisme démocratique, Paris, Imprimerie de Baudoin, 1836 (extrait de L'Intelligence, journal de la réforme sociale), 18 pages
- Description pittoresque et statistique de Paris au XIXe siècle, ou Tableau de ses édifices, de ses monuments, de ses arts, de sa littérature, de son industrie, de son commerce, de ses coutumes, de son organisation municipale, administrative, politique et judiciaire, etc., précédé d'un résumé de l'histoire de Paris depuis son origine jusqu'à nos jours, Paris, Imprimerie de Chassaignon, 1836
- Biographie des rois, des empereurs et des papes, Paris, Dépôt central, 1837-1838, 2 vol.
- Histoire complète de la Révolution, depuis 1789 jusqu'en 1814, Paris, 1838
- Histoire des révolutions de l'Europe depuis l'invasion des Barbares jusqu'en 1789, pour servir d'introduction à toutes les histoires de la Révolution française, Paris, bureau des révolutions de l'Europe, 1839
- Réfutation des Idées napoléoniennes, Senlis, 1839[36]
- Stéphanowa, histoire russe, Paris, 1840
- Histoire des rivalités et des luttes de la France et de l'Angleterre depuis le Moyen Âge jusqu'à nos jours (en collaboration avec Hippolyte Lucas), Paris, Chez l'éditeur, 1842
- Précis historique des rivalités et des luttes de la France et de l'Angleterre; précédé d'une lettre à l'auteur par M. Augustin Thierry, Paris, Cajani, 1845
- Histoire de la Révolution française, depuis 1789 jusqu'en 1845, Paris, Cajani, 1845, 3 vol.
- Histoire universelle depuis les premiers âges du monde, 1845-1848, inachevé (7 volumes sur les 20 prévues, ainsi que quelques pages du huitième tome)
- Histoire des guerres civiles de France depuis les temps mérovingiens jusqu'à nos jours (en collaboration avec Hippolyte Lucas), Paris, bureau de la Société de l'industrie fraternelle, 1847, 1126 pages, 2 vol.
- Histoire de France, depuis les temps les plus reculés jusqu'en 1847, d'après MM. Sismondi, Augustin Thierry, Guizot, Barante, Michelet, Henri Martin, Paris, 1847 (12 livraisons sur 100 annoncées)
- Histoire des grands capitaines français, depuis Clovis jusqu'à Napoléon, Paris, 1848, 1 vol.
- Catéchisme républicain, Avignon, Peyri, 1848, 13 pages
- Lettre à Mgr le prince Louis Bonaparte, constable de la bonne ville de Londres, 1848
- La République est appelée à rétablir l'ordre moral aussi bien que l'ordre matériel, 1848

Éditions
- Mémoires de Charlotte Robespierre sur ses deux frères, Paris, 1835, 183 pages, précédés d'une introduction par Laponneraye, et suivis de pièces justificatives
- Œuvres de Maximilien Robespierre. Avec une notice historique, des notes et des commentaires, 3 volumes, Paris, Chez l'éditeur, 1840 (réédition Paris, E. Leroux, 1912 ; Paris, Presses universitaires de France, 1926 et 1950 ; New York, Burt Franklin, 1970 ; Ivry, Phénix éditions, 2000).

## Œuvres de sa sœur Zoé
- Samarite, Paris, Moreau, 1849, 124 pages
- Civilité pratique à l'usage des jeunes filles, livre de lecture, Paris, A. Maugars, 1866, 162 pages
- Vie de Jésus-Christ racontée à la jeunesse, Limoges, E. Ardant, 1874, VIII-235 pages (rééd. 1901, 240 pages)
- Histoire de sainte Françoise Romaine, fondatrice des Oblates, à Rome, Paris, G. Téqui, 1877, 313 pages
- Marguerite de Noves, Paris, G. Téqui, 1878, 365 pages

### Sources primaires imprimées
- Henri Gisquet, Mémoires de M. Gisquet, ancien préfet de police, écrits par lui-même, vol. 4, C. Hen, 1841 (lire en ligne), p. 184-185.

#### Sources partielles
- Ferdinand Hoefer (dir.), Nouvelle biographie générale depuis les temps les plus reculés jusqu'à nos jours, vol. 29, Paris, Firmin Didot frères, 1859 (lire en ligne), p. 556-557.
- Louis-Gabriel Michaud (dir.), Bibliographie universelle, ancienne et moderne, vol. 23, Madame C. Desplaces, 1854 (lire en ligne), p. 241-242.
- Germain Sarrut et Pierre-Joseph Briot, Biographie des hommes du jour, vol. 1, Paris, Henri Krabe, 1837 (lire en ligne), p. 117-121.